# Ixodes pilosus
Ixodes pilosus är en fästingart som beskrevs av Koch 1844. Ixodes pilosus ingår i släktet Ixodes och familjen hårda fästingar. Inga underarter finns listade i Catalogue of Life.